# 三菱扶桑Aero Bus
FUSO Aero Bus是三菱扶桑所生產的一輛大型單層觀光及長途客車系列，採用無大樑式、氣墊懸掛及後置引擎所設計。
在日本、亞太、中東、非洲、南美洲等地，其主要競爭對手為Isuzu Gala、Nissan Diesel Space Arrow、Hino S'elega等。

## Fuso旅遊巴士（Aero Bus的前身）
- MAR820（1962年）
- B806､B905/906/907（1967年）
- MS512/513（1976年、1977年）
- K-MS613/615（1980年）

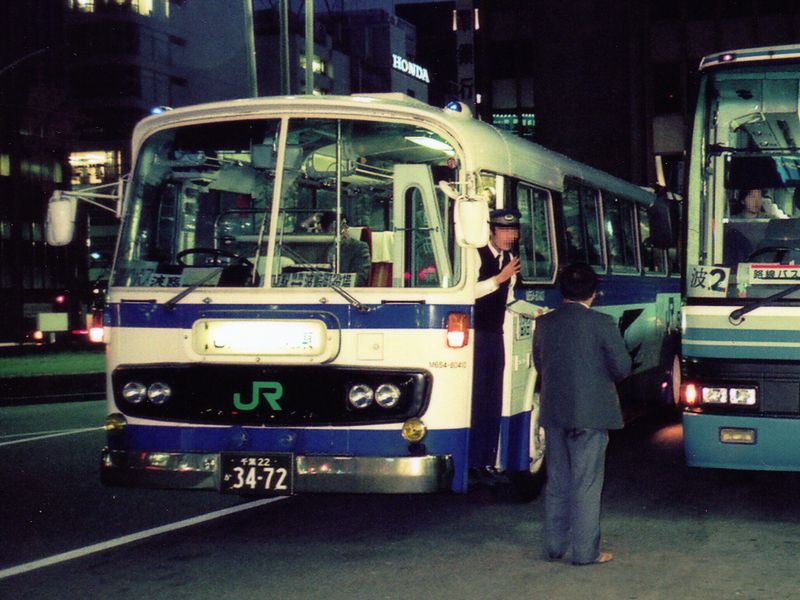
MS K-MS504R
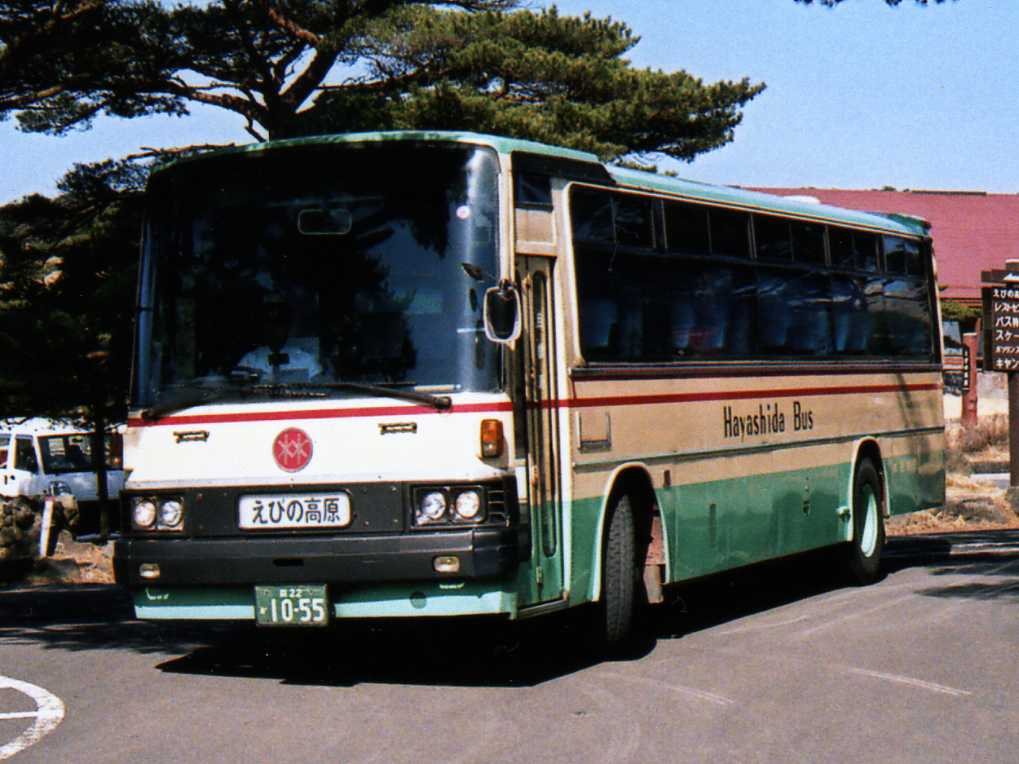
MS K-MS615S

## Aero Bus/Aero Queen（第一代）

### Aero Bus/Super Aero（MS）
- P-MS713/715/725（1982年）
- U-MS716/726/729（1984年）

### Aero Queen W（MU）
以Aero King為基礎，配備8DC9T發動機（"T"=渦輪增壓，最大輸出：380HPS）。 
- P-MU525TA（1985年）
- U-MU525TA（1990年）

### Aero Queen M/MV（MS）
配備8DC11引擎
- P-MS729S（1988年）
- U-MS729S（1990年）

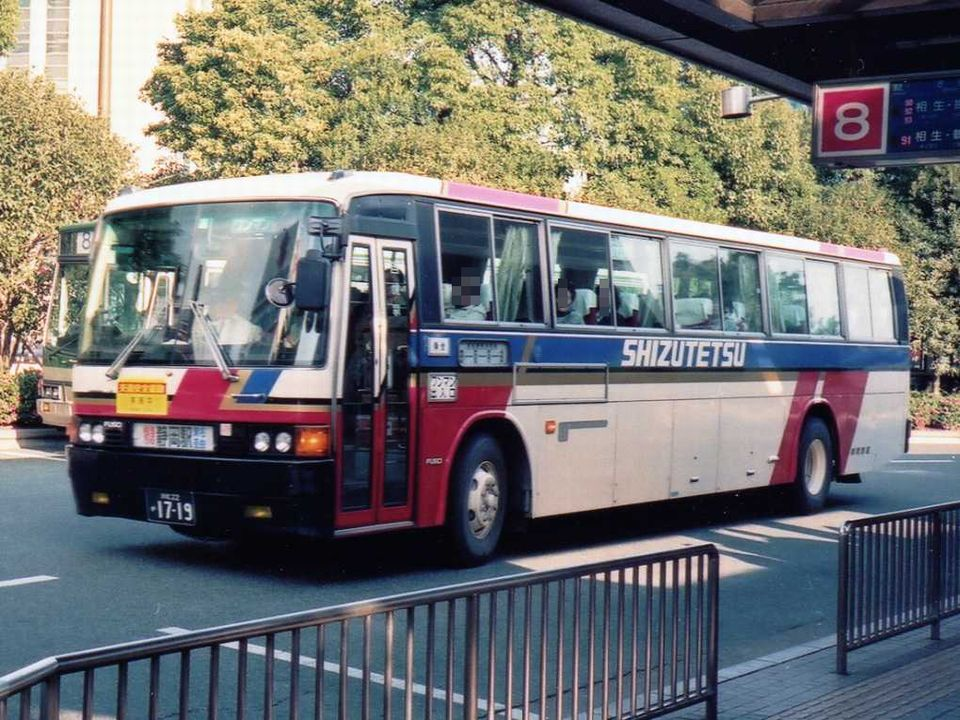
Aero Bus P-MS715N
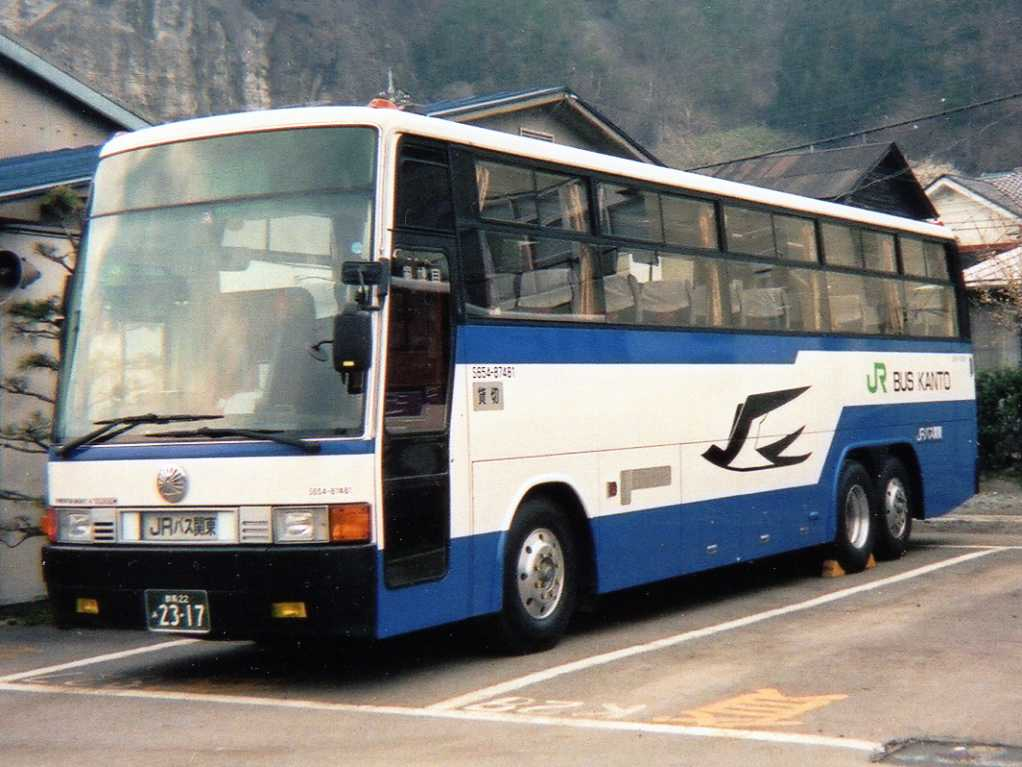
Aero Queen W P-MS525TAkai
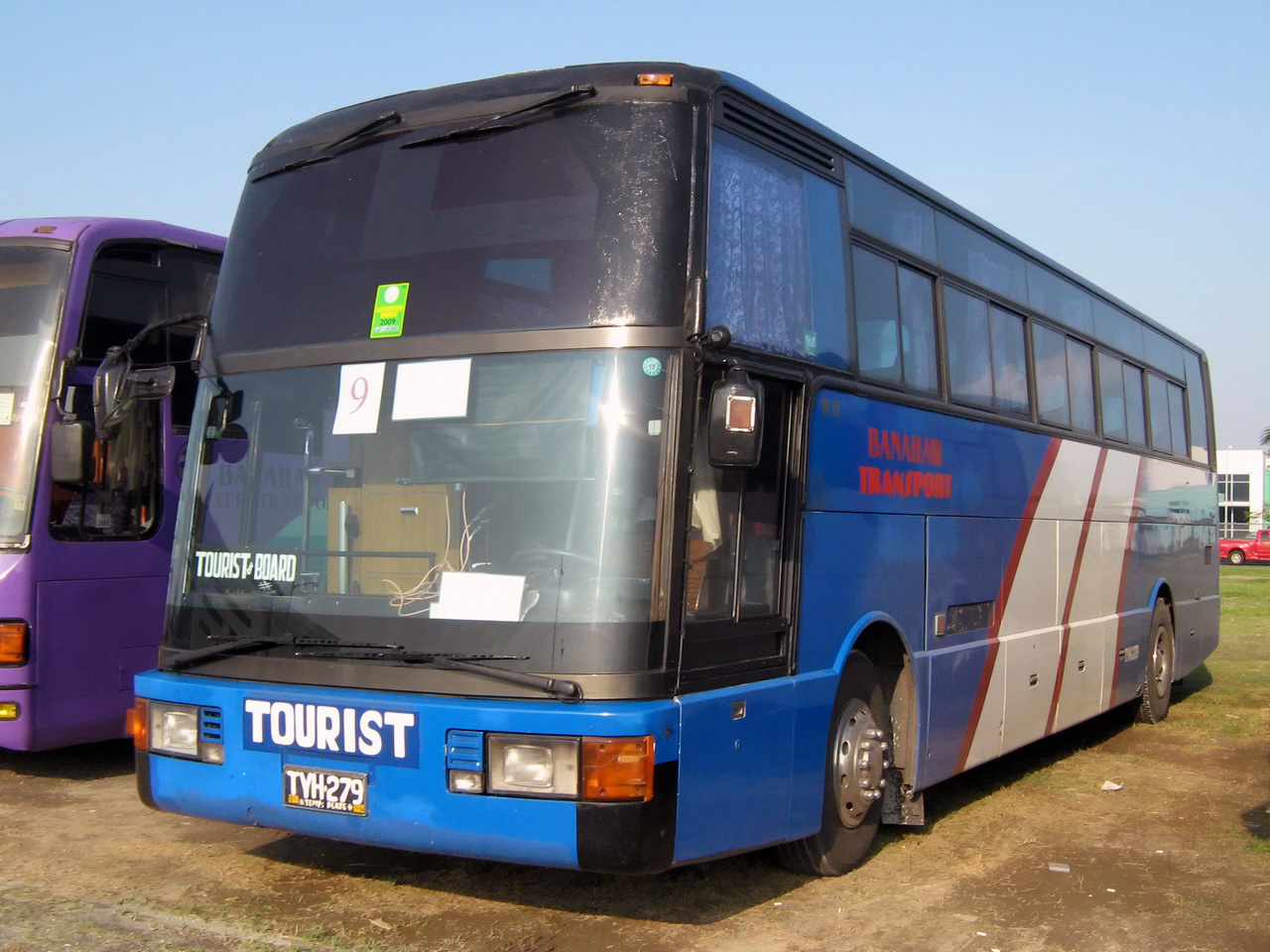
Aero Queen K P-MS729SA
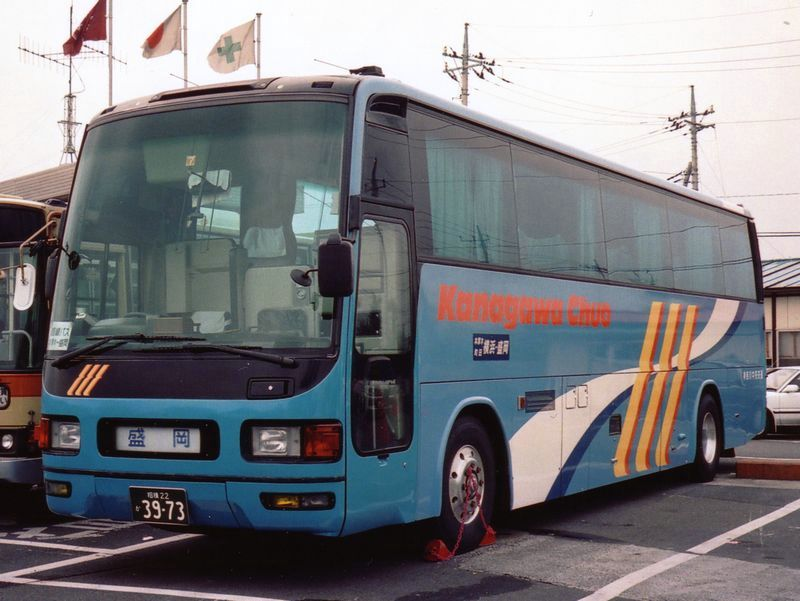
Aero Queen M P-MS729SA
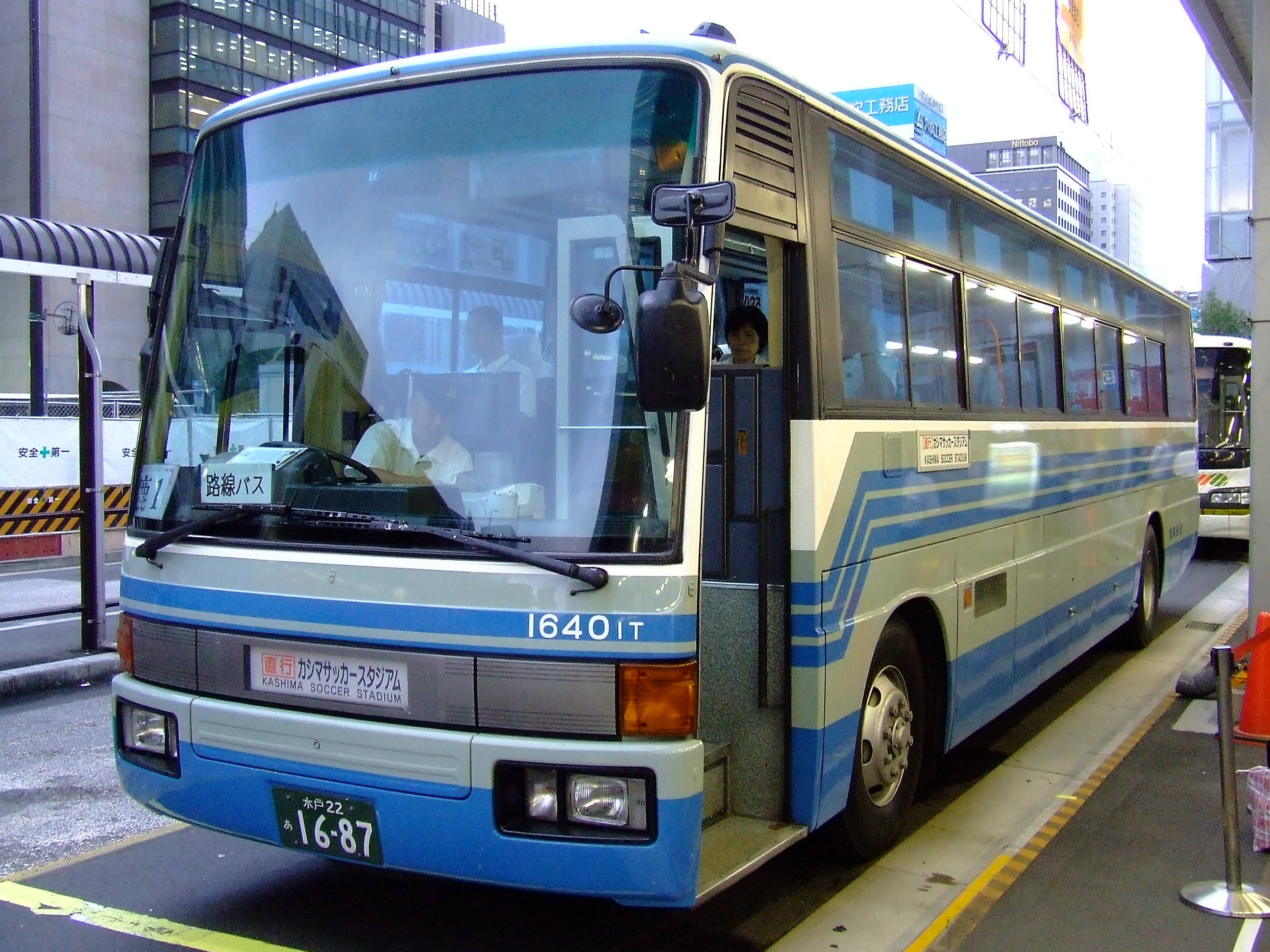
Aero Bus K U-MS726N

## NEW Aero Bus/NEW Aero Queen（第二代）
- U-MS821/826（1992年）
  - 配備8M20發動機，軸距減少到6.15米。
  - 壓縮釋放發動機煞車配備
- KC-MS822/829（1995年）
  - 配備8M21發動機。
  - 前保險桿的設計更改（Aero Bus and Queen-I）
- KL-MS86（2000年）
  - 所有型號配備楔形空氣煞車和駕駛安全氣囊。
  - 前照燈配高強度氣體放電燈頭燈。
- PJ-MS86（2005年）
  - 發動機改為6M70（渦輪增壓）和軸距縮短至6.0米。
  - Queen-II and -III 停產。
  - 尾燈的設計更改。

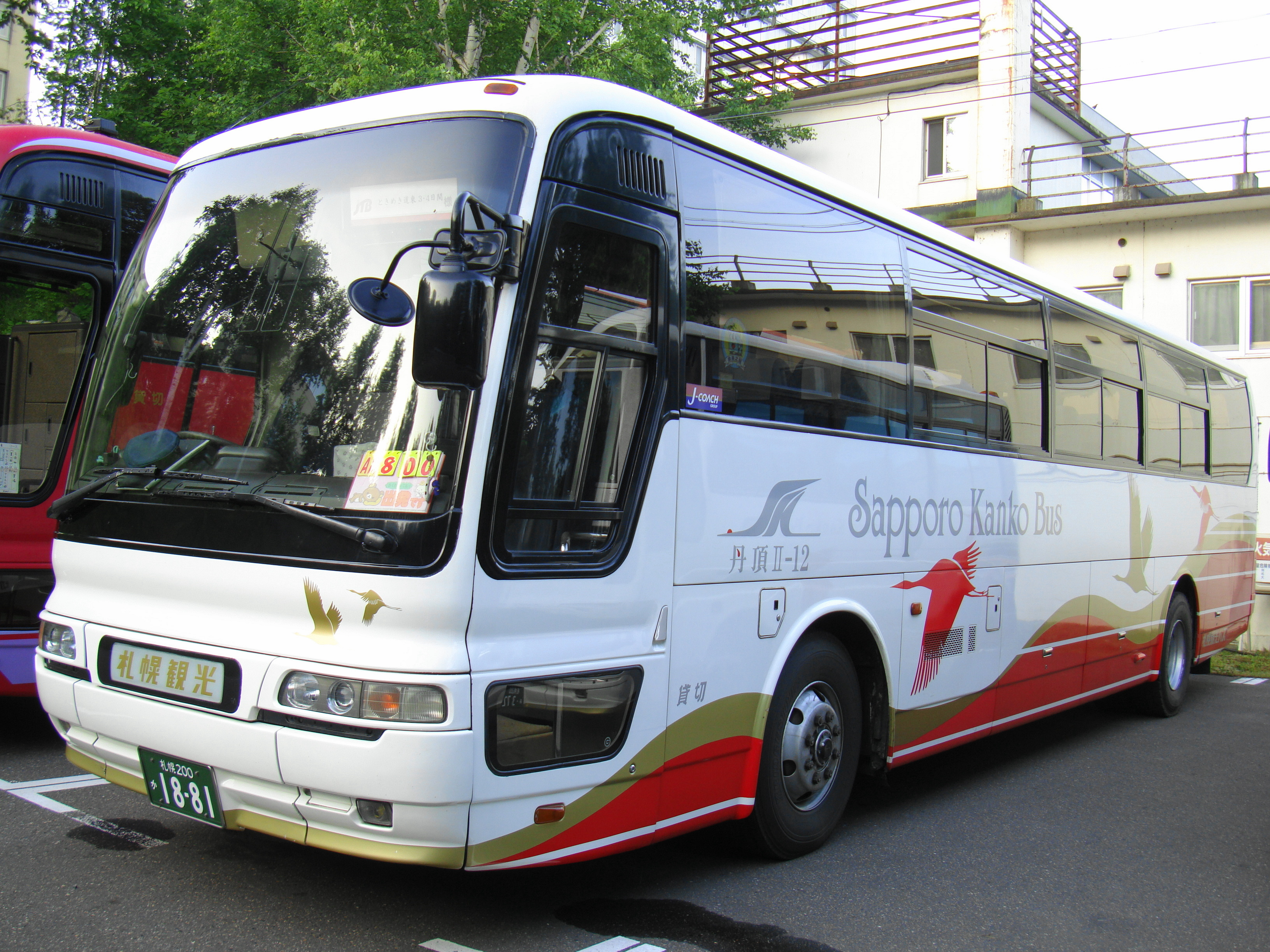
Aero Bus U-MS826P
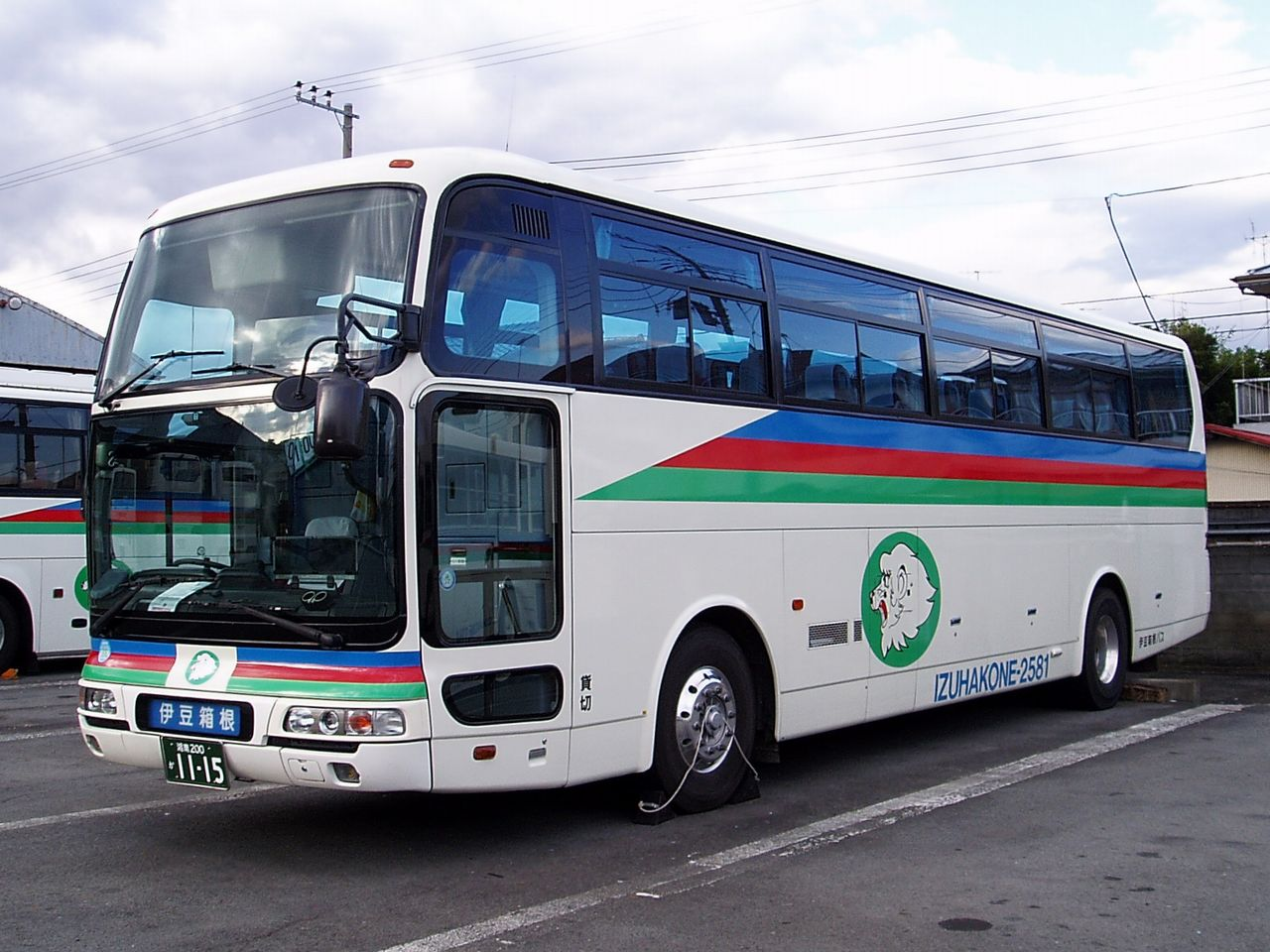
Aero Queen II KC-MS822P
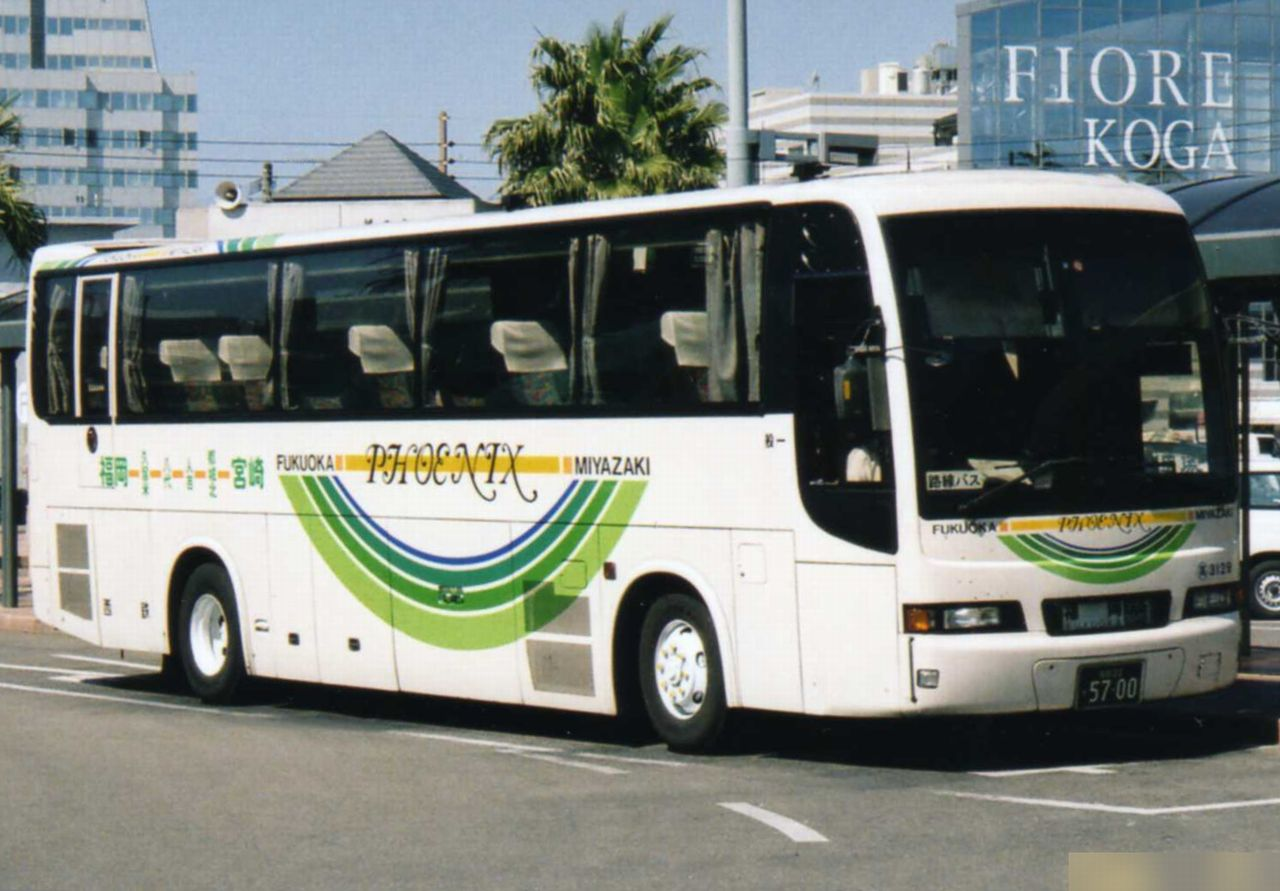
Aero Bus（NSK 92MC車身）KC-MS829P
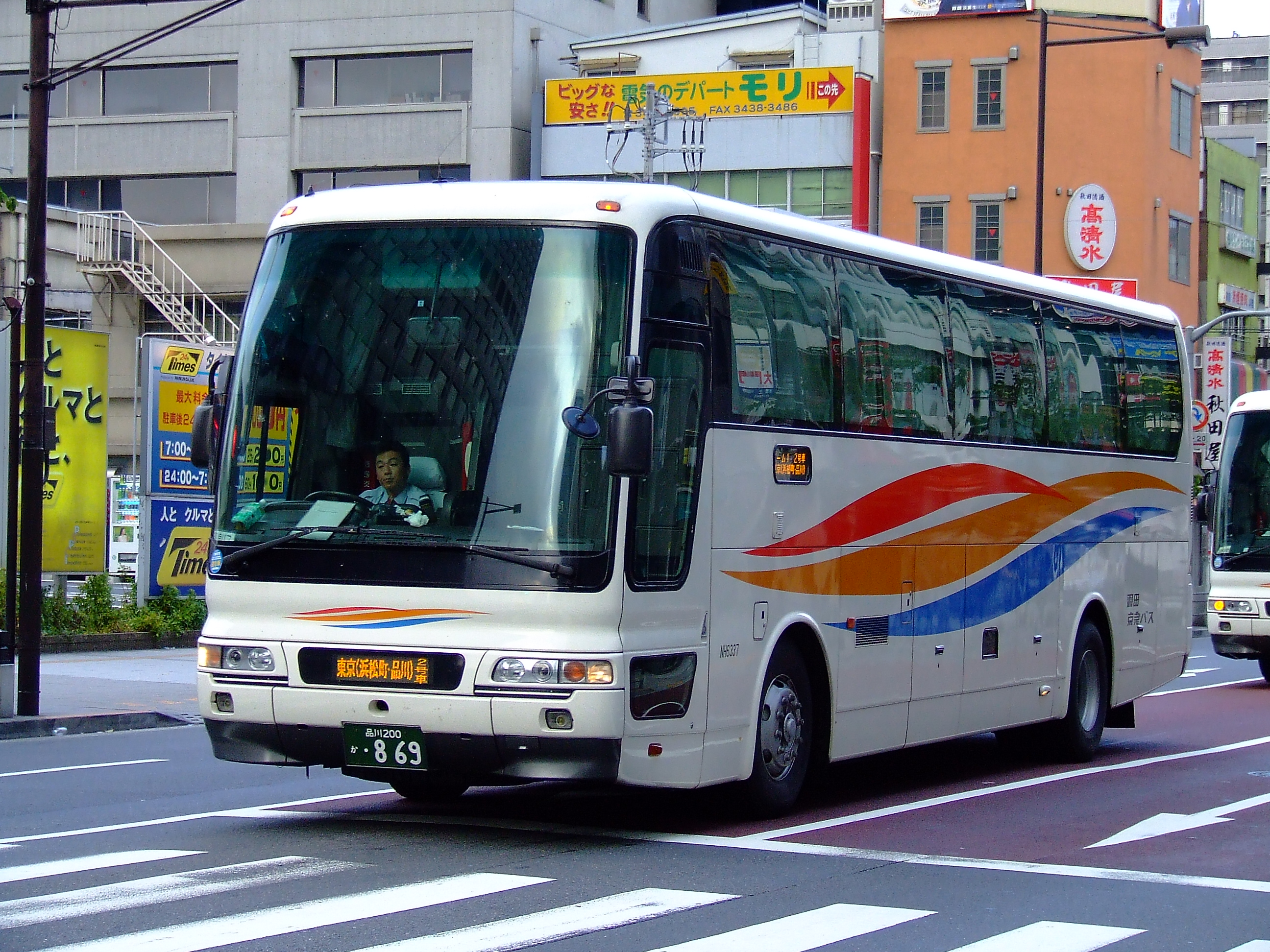
Aero Queen I KL-MS86MP
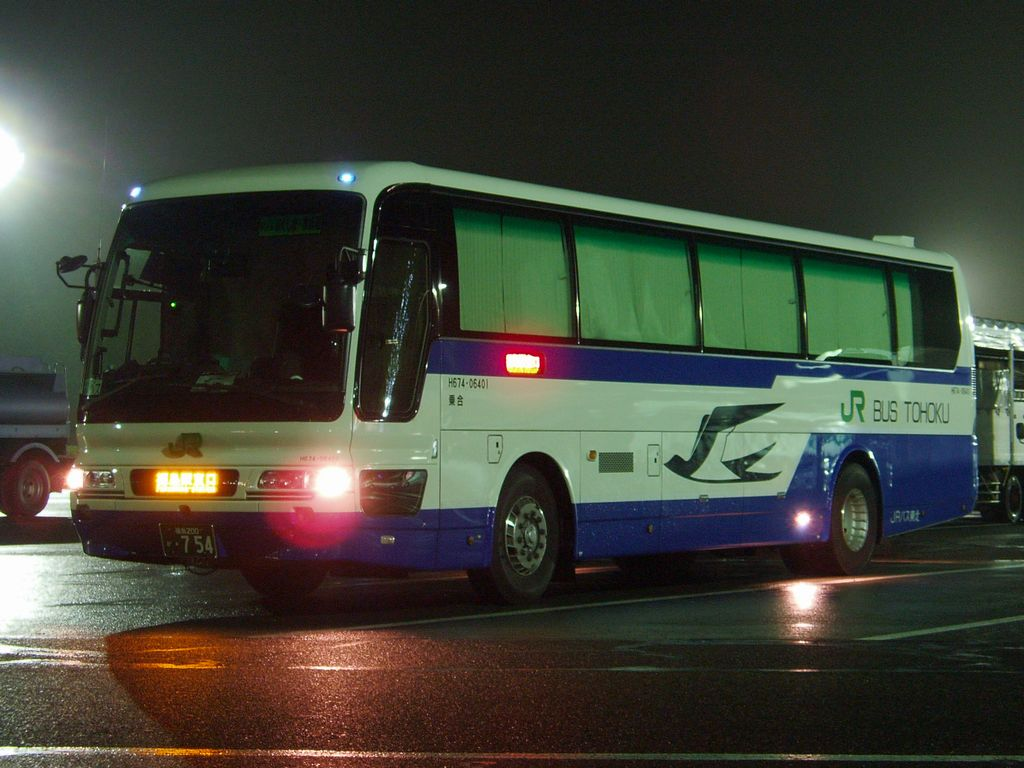
Aero Bus PJ-MS86JP

## Aero Ace/Aero Queen（第三代）
- BKG-MS96JP（2007年）
  - 使用尿素選擇性催化還原（SCR）系統。（需使用車用尿素溶液）
- LKG-MS96VP（2010年）
  - 軸距延長到6.095m
  - 使用與戴姆勒合作聯合開發的6R10雙凸輪軸（DOHC）多氣門引擎，並加入Blue Tec系統（DPF+尿素SCR）。
- QRG-MS96VP（2012年）
- QTG-MS96VP（2015年）
- 2TG-MS06GP（2017年）
  - 軸距減少到6.0米，使用6S10引擎和8速半自動變速器。

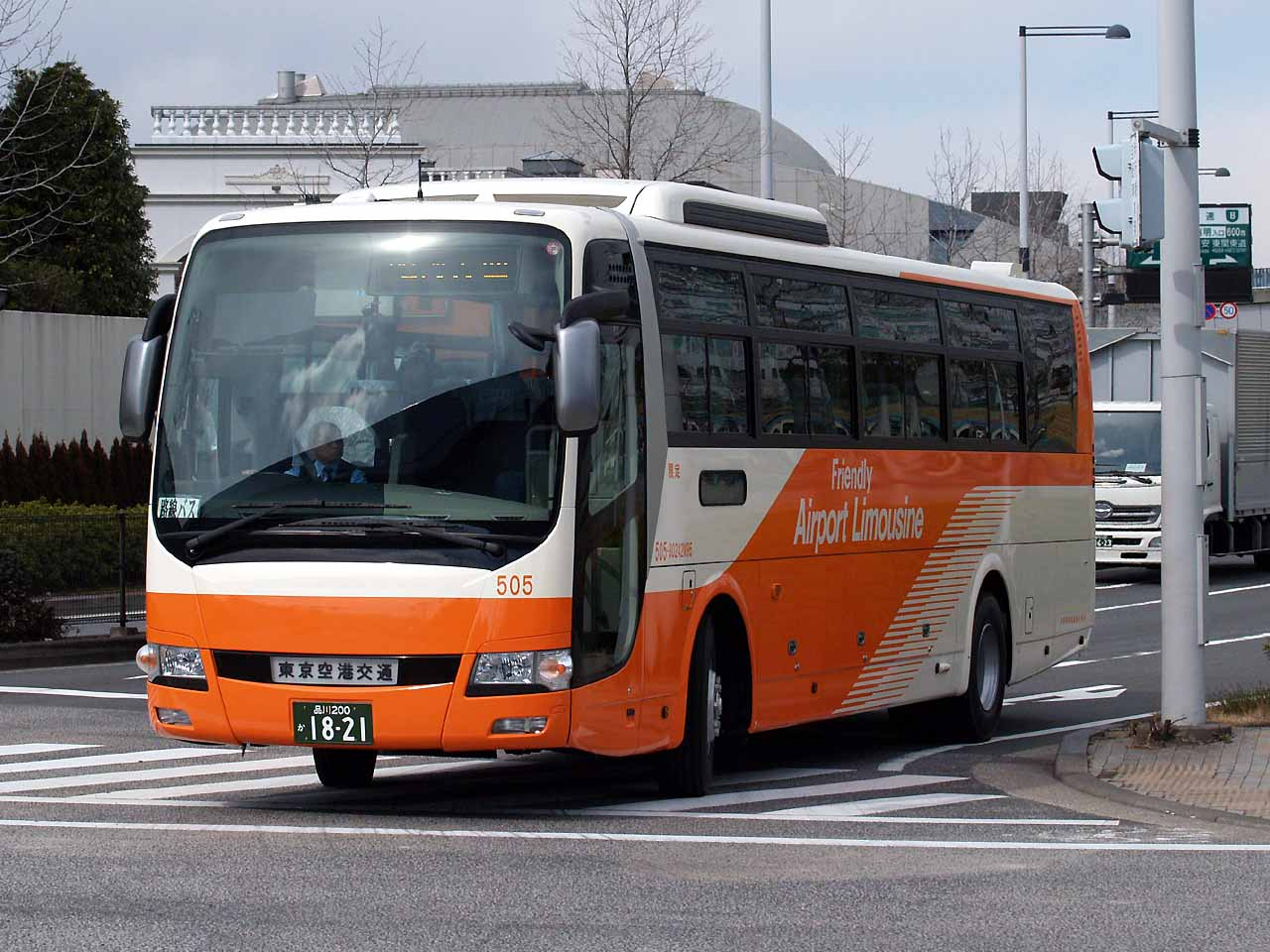
Aero Ace BKG-MS96JP
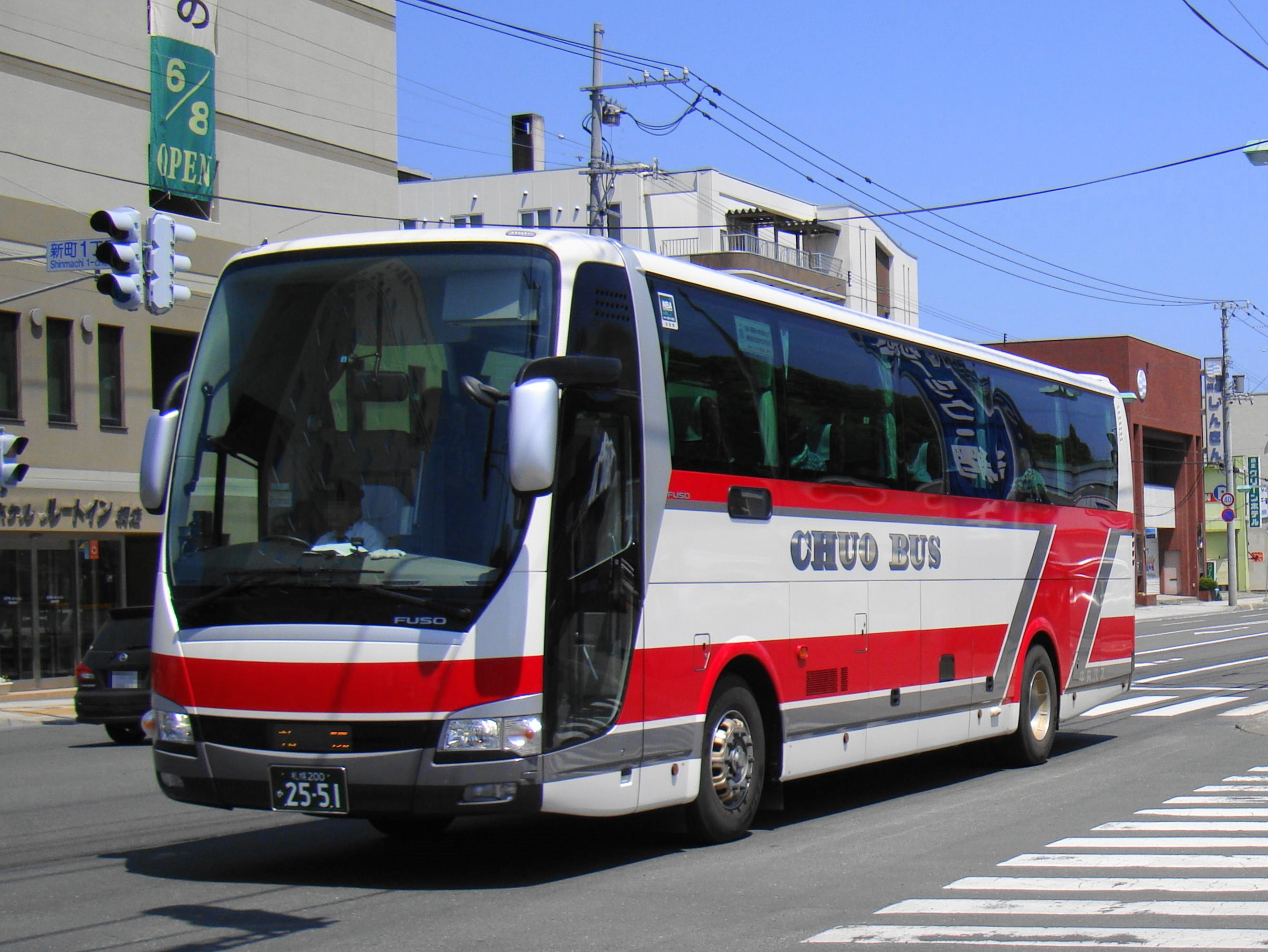
Aero Queen BKG-MS96JP
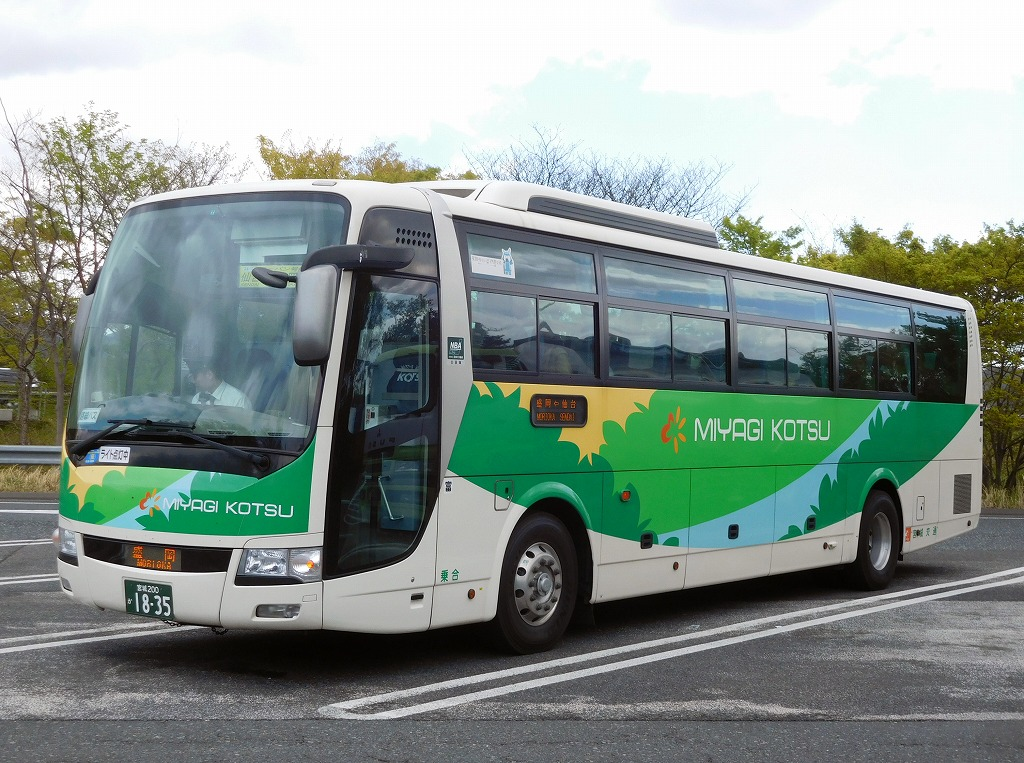
Aero Ace LKG-MS96VP
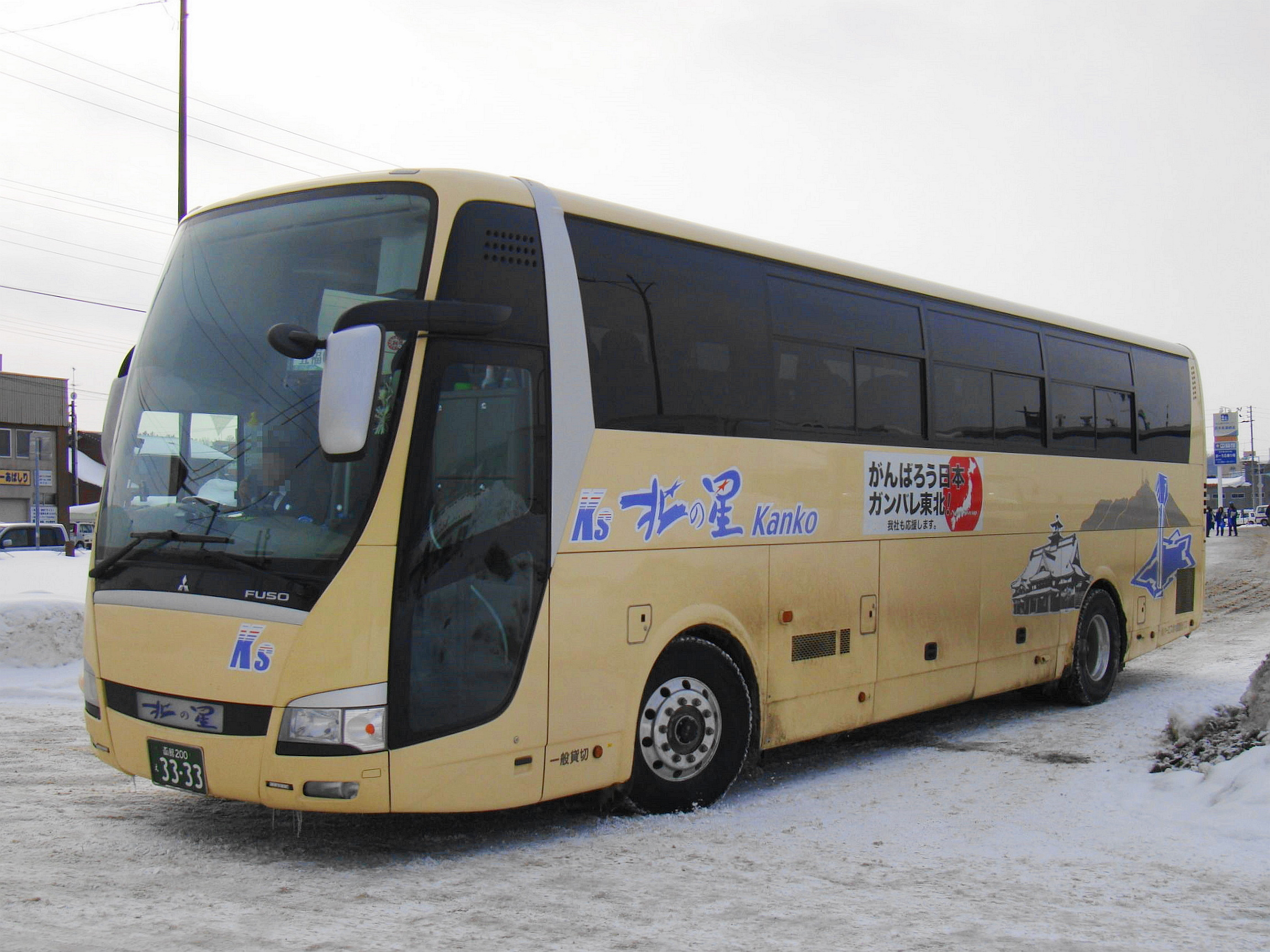
Aero Queen LKG-MS96VP
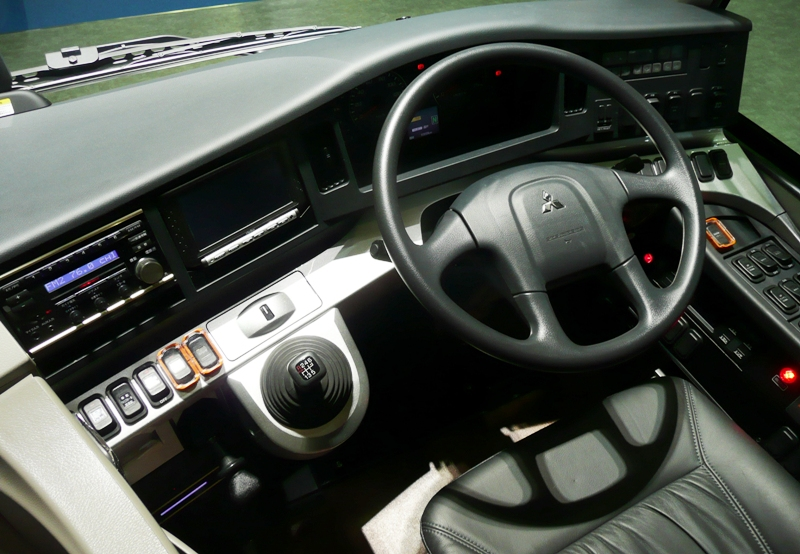
Aero Queen 坐駕圖（日本版）
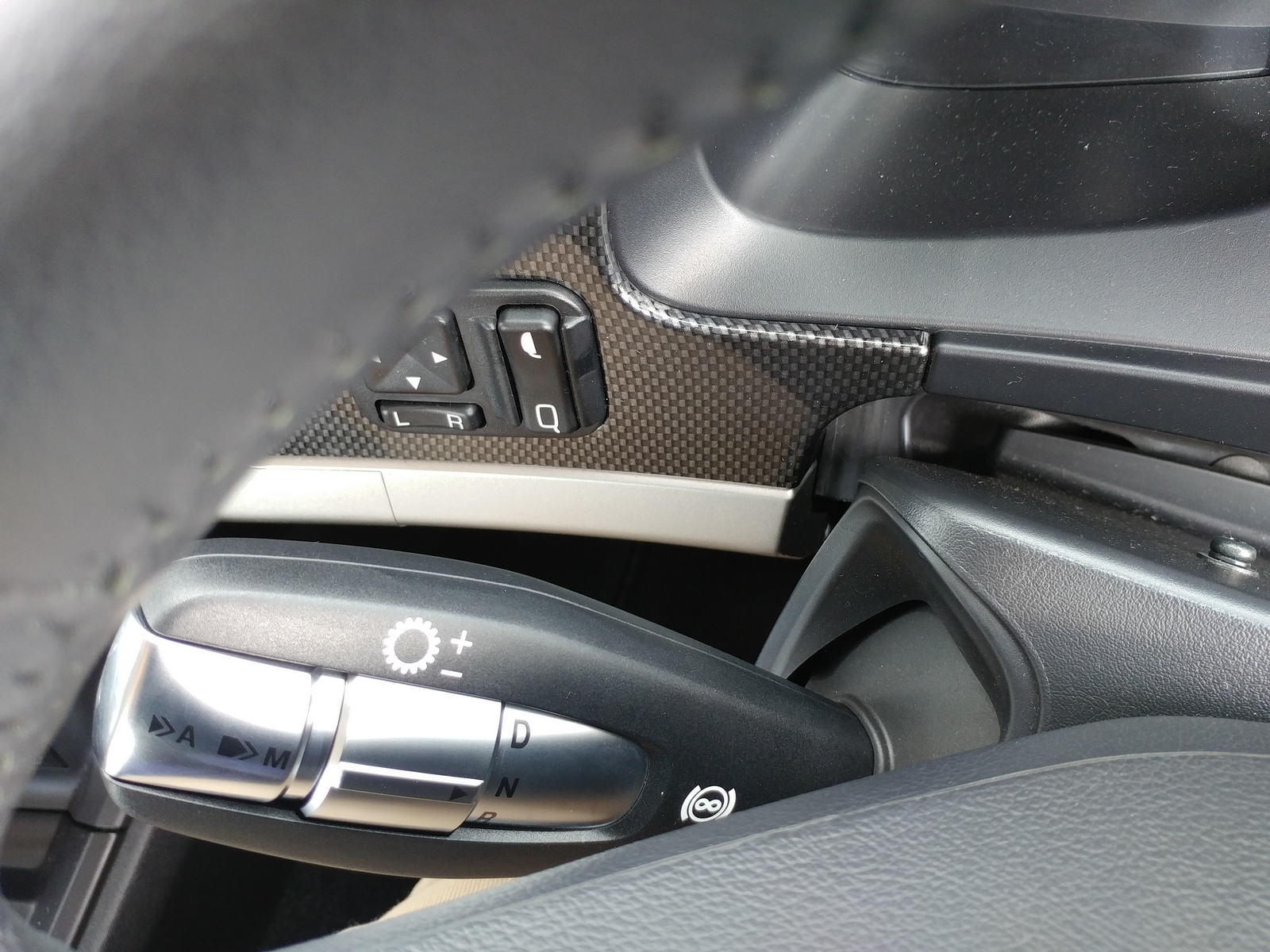
第三代Aero Ace/Aero Queen搭載8速Shift Pilot AMT自手排變速系統

## 外部連結
- 三菱FUSO日文網站（页面存档备份，存于）